# Mongoliska fotbollsfederationen

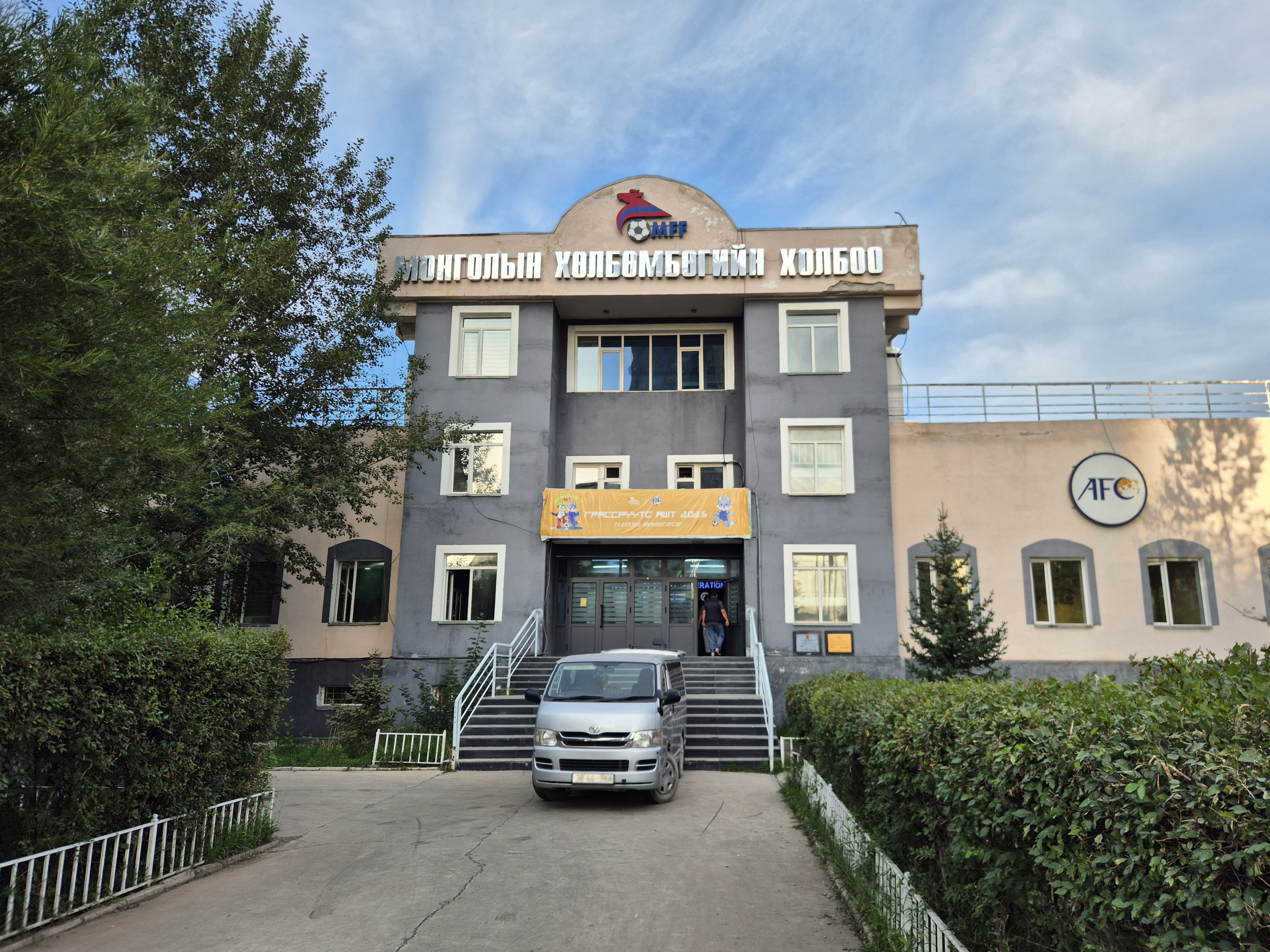
Mongoliska fotbollsfederationen

Mongoliska fotbollsfederationen bildades 1959 och gick med i Fifa och AFC 1998.